# والدمار آنتون
والدمار آنتون (به آلمانی: Waldemar Anton؛ زادهٔ ۲۰ ژوئیهٔ ۱۹۹۶) بازیکن فوتبال اهل آلمان است که در پست مدافع برای باشگاه بروسیا دورتموند در بوندس‌لیگا و تیم ملی آلمان بازی می‌کند.
از باشگاه‌هایی که در آن بازی کرده‌است می‌توان به باشگاه فوتبال هانوفر ۹۶ باشگاه فوتبال اشتوتگارت و بروسیا دورتموند اشاره کرد.